# بقایای قلعه (پاقلعه) بهانگر
بقایای قلعه ای بر فراز کوهی بلند با صخره‌های از جنس ساروج در چند صد متری شمال روستای بهنگر به نام پاقلعه وجود دارد. این مکان در تاریخ ۱۳۸۴/۱۲/۱۶ بشماره ثبت ۱۴۳۶۰ شماره ردیف ۱۰۳۵ و به قدمت ایلخانی و تیموری به نام بقایای قلعه پاقلعه بهنگر در فهرست آثار ملی استان خراسان رضوی به ثبت رسیده‌است.